# Robert Caspary
Pour les articles homonymes, voir Caspary.
Johann Xaver Robert Caspary est un botaniste prussien, né le 29 janvier 1818 à Königsberg et mort le 18 septembre 1887 dans l'arrondissement de Flatow (de).

## Biographie
Il fait ses études au lycée de Kneiphof à Königsberg et étudie la théologie et la philosophie à l’université de Königsberg. Il se consacre aussi à l’étude des sciences naturelles, notamment à celle de l’entomologie. Après avoir obtenu un diplôme de théologie, il part à Berlin étudier les sciences naturelles et commence à se spécialiser en zoologie. Il suit les cours d’influents scientifiques comme Georg August Goldfuss en zoologie, Friedrich Wilhelm Argelander en astronomie et Ludolph Christian Treviranus en botanique.
En 1845, Caspary obtient un poste d’enseignant à Bonn. En tant que précepteur des enfants d’un important commerçant, il voyage durant neuf mois en Italie en 1847, ce qui lui permet de constituer une importante collection de plantes et d’animaux. En 1848, il obtient un titre de docteur à Bonn.
Ne trouvant pas d'emploi, il part durant deux ans et demi en Angleterre où il se consacre à l’étude des algues marines ou d’eau douce. Il fait également plusieurs voyages en Europe et s’installe pendant plusieurs mois à Pau où il enseigne et enrichit son importante collection. En 1851, il devient Privatdozent à Berlin. Il collabore avec le professeur Alexander Braun, dont il épousera plus tard la fille.
En 1856, Caspary obtient la place de directeur de l’herbier et du jardin botanique de Bonn (de). En 1859, il obtient une chaire de botanique à l’université de Königsberg.
Ses travaux portent essentiellement sur la floristique, notamment des plantes d’eau douce, et la taxinomie (entre autres les familles de Nymphaeaceae et Lauraceae) ainsi que la morphologie végétale. Il étudie également la croissance végétale et l’importance des tuteurs sur celle-ci.
Il donne son nom aux cadres de Caspary, présents dans les plantes.